# Aristotelis Diamantopoulos
Aristotelis Diamantopoulos (Grieks: Αριστοτέλης Διαμαντόπουλος; Tripolis, 7 mei 1983) is een Grieks voetbalscheidsrechter. Hij is in dienst van de FIFA en UEFA sinds 2019. Ook leidt hij sinds 2016 wedstrijden in de Super League.
Op 10 april 2016 leidde Diamantopoulos zijn eerste wedstrijd in de Griekse nationale competitie. Tijdens het duel tussen Panthrakikos en AEP Iraklis (0–3) trok de leidsman viermaal de gele kaart, waarvan twee voor dezelfde speler. In Europees verband debuteerde hij op 18 juli 2019 tijdens een wedstrijd tussen Torpedo Koetaisi en Ordabası Şımkent in de eerste voorronde van de UEFA Europa League; het eindigde in 0–2 en Diamantopoulos trok driemaal een gele kaart. Zijn eerste interland floot hij op 16 oktober 2023, toen Azerbeidzjan met 0–1 verloor van Oostenrijk door een benutte strafschop van Marcel Sabitzer. Tijdens dit duel gaf Diamantopoulos acht gele kaarten en een rode, aan de Oostenrijker Guido Burgstaller.

## Interlands
| Datum           | Plaats              | Wedstrijd                 | Uitslag | Competitie           | Kreeg geel | Kreeg voor de tweede keer geel en dus rood | Weggestuurd |
| --------------- | ------------------- | ------------------------- | ------- | -------------------- | ---------- | ------------------------------------------ | ----------- |
| 16 oktober 2023 | Bakoe, Azerbeidzjan | Azerbeidzjan – Oostenrijk | 0 – 1   | EK 2024 kwalificatie | 8          | 0                                          | 1           |

Laatst bijgewerkt op 19 oktober 2023.